# Corunda
La Corunda è un piatto tipico della cucina messicana.

## Caratteristiche

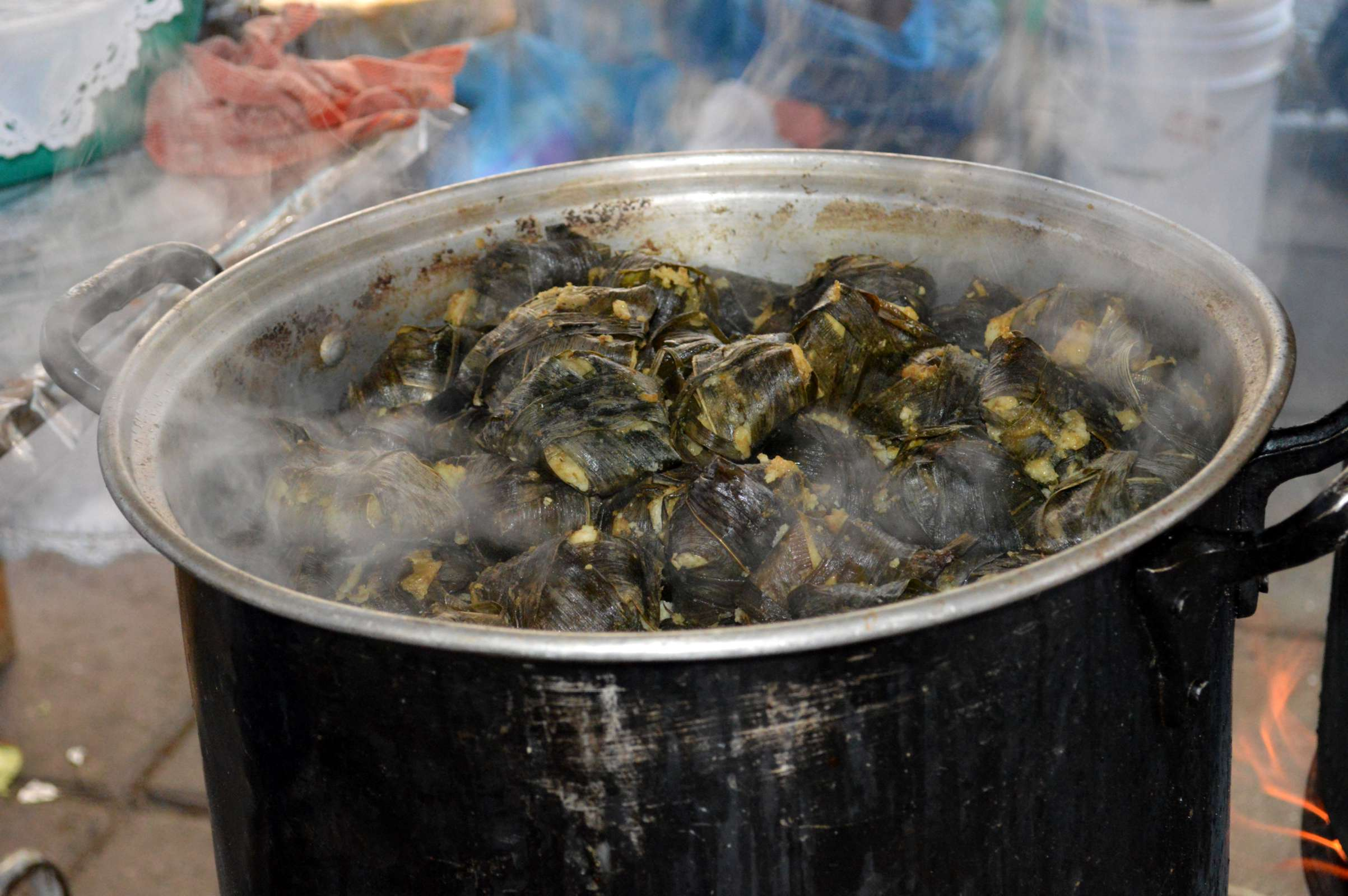
Preparazione della Corundas

Molto simile al tamale, la Corunda si differenzia poiché avvolta da lunghe foglie di mais verdi, che vengono poi ripiegate in forma triangolare.
La corunda viene solitamente accompagnata da crema e salsa rossa, riempita di massa di mais e non condita da nessun ripieno di carne. Viene cotta al vapore fino alla doratura, e poi consumata svolgendo le foglie in cui è avvolta.

## Diffusione
La corunda è un piatto tradizionale dello stato messicano di Michoacán.